# Abou Obeida Youssef al-Annabi
Abou Obeida Youssef al-Annabi es un líder yihadista argelino originario de la región de Annaba desde noviembre de 2020 líder de AQMI tras la muerte de  Abdelmalek Droukdel según un comunicado de la organización.

## Biografía
Miembro del Grupo Islámico Armado en 1993, se incorporó al Grupo Salafista para la Predicación y la Yihad GSPC, una escisión del GIA que dio lugar al nacimiento del AQMI.
Originario de la región de Annaba en Argelia, es descrito en ocasiones como una figura con un perfil más religioso que militar. Cayó gravemente herido en 2009 en la zona de la Cabilia.
Hacia finales de 2011, Abou Obeida Youssef al-Annabi se convirtió en el jefe de la choura, el consejo de notables de AQMI y por lo tanto el posible sucesor de Abdelmalek Droukdel, de su misma generación.
El 25 de abril de 2013, en reacción a la guerra en Malí, Abou Obeida Youssef al-Annabi llama a la yihad contra Francia.
El 10 de septiembre de 2015, queda inscrito en la lista estadounidense de "terroristas internacionales".
Tras la muerte de Abdelmalek Droukdel, el AQMI anuncia el 21 de noviembre de 2020 que Abu Obeida Youssef al-Annabi ha sido designado para sucederlo.